# Tutti defunti... tranne i morti
Tutti defunti... tranne i morti è un film del 1977 diretto da Pupi Avati.

## Trama
Dante deve vendere dei libri sulle leggende legate alle famiglie nobili dell'Emilia-Romagna ai discendenti delle famiglie stesse. Arrivato al castello Zanotti, dove quella stessa mattina è spirato il capofamiglia, il Marchese Ignazio, è costretto a resistere anche alle avances della figlia del morto, Ilaria. Ma, al momento del funerale, si scopre che ad essere stato sepolto non è il marchese Ignazio, bensì il suo domestico Giulio, ucciso con un piolo di legno nel petto. Inoltre, l'anziana cameriera Rosa è scomparsa. Da qui in poi si succederà una lunga serie di delitti, che l'inetto detective Martini cercherà di risolvere.

## Produzione
Dopo il successo de La casa dalle finestre che ridono, il regista Pupi Avati divenne ansioso della sua reputazione come regista, in particolare per la definizione poco gradita di "Polanski della Pianura Padana". Per questo motivo realizzò il film Tutti defunti... tranne i morti, descritto dallo storico di cinema Roberto Curti come una combinazione di gotico tradizionale, Dieci piccoli indiani di Agatha Christie ed elementi satirici del giallo all'italiana. La sceneggiatura è accreditata a Pupi Avati, il fratello Antonio Avati, Gianni Cavina e Maurizio Costanzo. Il regista ha dichiarato che "la maggior parte delle idee erano mie" e che gli sceneggiatori "non seguivano un metodo reale: cercavamo di fare a gara su chi riusciva a raggiungere il terreno più assurdo."
Durante il casting il ruolo di Buster, interpretato da Michele Mirabella, era originariamente previsto per Luigi Montefiori. Il film è stato girato con un budget limitato e una piccola troupe. Le riprese si sono svolte sulle colline nei dintorni di Bologna, Modena (il castello è quello di Massa Finalese) verso la fine del 1976.

## Distribuzione
Il film è stato distribuito nei cinema italiani dalla Euro International Film il 10 marzo 1977. Ha incassato complessivamente 279.708.450 lire a livello nazionale.
Nel 2005 è stato prodotto in DVD dalla Minerva Pictures distribuito dalla Columbia TRIStar Home Entertainment Srl nell'edizione Collector's Edition Raro Video & Nocturno, con contenuti extra: Documentario "Morti dal ridere", "biografia e filmografia del regista". Il formato video riportato sulla copertina è in 4:3 - 1,33:1, mentre il film è in 16:9 con bande nere intorno al video, l'audio è presente in Dolby Digital 1.0 - mono. 
Nel 2015 viene riprodotto dalla Dynit e ridistribuito dalla Terminal Video ma senza alcun cambiamento riguardo alla copertina e al disco.